# Rim Visitor Center
Le Rim Visitor Center est un office de tourisme américain situé à Rim Village, dans le comté de Klamath, dans l'Oregon. Protégé au sein du parc national de Crater Lake, le bâtiment qui l'abrite a été construit en 1921 pour servir de studio photographique à Fred Kiser. L'ancien Kiser Studio est une propriété contributrice au district historique de Rim Village, un district historique inscrit au Registre national des lieux historiques depuis le 18 septembre 1997.